# Pillar of Fire (Chicago)
Le Pillar of Fire (en français « Pilier de feu »), aussi connu comme le « Chicago Fire Monument » et le « Site of origin of the Great Chicago Fire of 1871 » (en français « site d'origine du Grand incendie de Chicago de 1871 »), est une sculpture en bronze située dans le secteur de Near West Side à Chicago, dans l'État de l'Illinois, aux États-Unis.
Érigée en 1961 et œuvre d'Egon Weiner, cette sculpture monumentale haute de 10 mètres représente trois flammes qui s'entremêlent en commémoration du Grand incendie de Chicago en 1871. La base de la sculpture est constituée d'un socle de forme carrée en granite. En 1971, le Pillar of Fire a été désigné Chicago Landmark (CL) par la ville de Chicago pour le centenaire de la tragédie.

## Situation
La sculpture se trouve à l'angle de West DeKoven Street et Jefferson Street dans le secteur de Near West Side, au sud-ouest du secteur financier du Loop (Downtown Chicago), juste à l'entrée du bâtiment qui abrite l'académie des sapeurs-pompiers de Chicago (officiellement Robert J. Quinn Fire Academy), un camp d'entraînement inauguré en 1956 pour les membres du Chicago Fire Department (CFD). Cette sculpture commémorative se trouve sur le site de l'ancienne propriété de Patrick et Catherine O'Leary qui est le point de départ du Grand incendie de 1871.

## Histoire
Selon la légende, dans la soirée du dimanche 8 octobre 1871, une vache a renversé une lampe à kérosène dans la grange de la maison de Mme Catherine O'Leary au 137 DeKoven Street, déclenchant ainsi l'événement connu sous le nom de Grand incendie de Chicago. En raison de conditions sèches et de vents forts, le feu a brûlé jusqu'au début du mardi 10 octobre 1871. Environ 17 500 bâtiments ont été détruits, plus de 300 personnes ont péri et un tiers de la population de la ville s'est retrouvée sans abri (100 000 personnes). Il s'agit de l'une des plus grandes catastrophes du XIXe siècle aux États-Unis. C'est à partir de cet événement que Chicago s'est reconstruite sur des critères architecturaux ultramodernes.
En 1961, Egon Weiner (1906-1987), sculpteur originaire de Chicago et professeur à l'Art Institute of Chicago (1945-1971), a créé cette sculpture en bronze de 33 pieds de haut (10 mètres) sur une base de forme carrée en pierre avec incrustation circulaire en granite pour arborer l'entrée principale de l'académie des pompiers du Chicago Fire Department. Constitué de trois flammes s'entremêlant, le Pillar of Fire a été conçu sur le lieu de départ de l'incendie et le 15 septembre 1971, une plaque commémorative est érigée juste à côté de la sculpture par la ville de Chicago pour le centenaire de la tragédie. La sculpture et la plaque ont toutes les deux été désignées comme monuments et lieux historiques de Chicago (Chicago Landmark ; CL) par la Commission on Chicago Landmarks (CCL) de la ville de Chicago.
À la suite du grand incendie, Catherine O'Leary a passé le reste de sa vie sous les feux de la rampe et a été constamment traquée et accusée d'être à l'origine de la catastrophe. Un siècle après sa mort, Richard Bales, avocat de Chicago et historien amateur, a rassemblé des informations sur les événements de cette nuit fatidique et a publié un article dans l'Illinois Historical Journal qui comprenait suffisamment de preuves pour convaincre le maire de Chicago Richard M. Daley et le conseil municipal de Chicago d'exonérer O'Leary de toute culpabilité en 1997,.

## Plaque commémorative

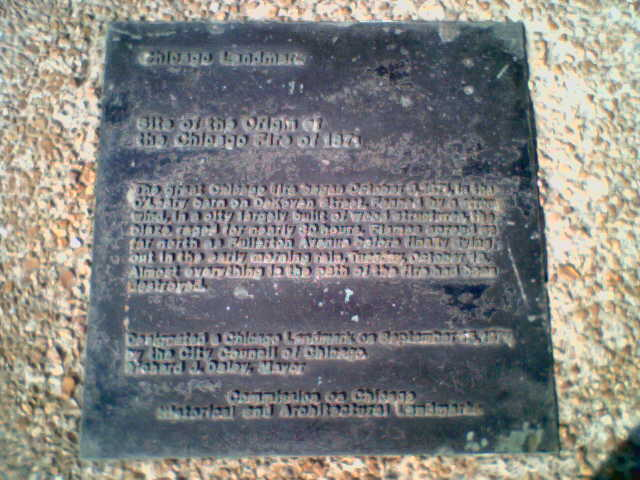
Plaque commémorative incrustée dans un carré de pierre en granite au pied de la sculpture.

Au pied du Pillar of Fire se trouve une plaque commémorative (voir image ci-contre) désignant le site comme lieu de point de départ de l'incendie de 1871.
Sur la plaque il est écrit :
« Site of the Origin of the Chicago Fire of 1871. The great Chicago fire began October 8, 1871, in the O'Leary barn on DeKoven Street. Fanned by a strong wind, in a city largely built of wood structures, the blaze raged for nearly 30 hours. Flames spread as far north as Fullerton Avenue, before finally dying out in the early morning rain, Tuesday, October 10. Almost anything in the path of the fire had been destroyed. »
– Designated a Chicago Landmark on September 15, 1971 by the City Council of Chicago.
– Richard J. Daley, Mayor of Chicago.
« Site d'origine de l'incendie de Chicago de 1871. Le grand incendie de Chicago a commencé le 8 octobre 1871, dans la grange O'Leary au 137 DeKoven Street. Attisé par un fort vent, dans une ville largement construite en structures de bois, l'incendie a fait rage pendant près de 30 heures. Les flammes se sont propagées vers le nord jusqu'à Fullerton Avenue, avant de finalement s'éteindre sous une fine pluie le mardi 10 octobre au petit matin. Presque tout ce qui se trouvait sur son passage a été détruit. »
– Désigné Chicago Landmark le 15 septembre 1971 par le Conseil municipal de Chicago.
– Richard J. Daley, Maire de Chicago.